# Quintessenz (Verlag)
Der Quintessenz Verlag ist ein Berliner Fachverlag für zahn-, mund- und kieferheilkundliche Publikationen. Er wurde 1949 gegründet; 1950 erschien zum ersten Mal die namensgebende »Quintessenz der zahnärztlichen Literatur«, die noch heute als »Die Quintessenz« das führende Periodikum des Verlages ist.
Heutzutage liegen die Schwerpunkte des Verlages in den Themenfeldern der zahnärztlichen Fortbildung, der Schulung von Zahnarzthelferinnen und Zahntechnikern sowie der Patientenaufklärung. Er hat weltweit Niederlassungen, unter anderem in London, Chicago, Tokio. Zu den Geschäftsfeldern gehören neben dem Buch- und Zeitschriftenmarkt auch elektronische Publikationen (offline, online, Videos) sowie die Veranstaltung von Fachkongressen.

## Autoren
- Wolfgang Kohlbach, Jochen Fanghänel, Gerhard Stachulla, Jörg Rudolf Strub, Walter Hoffmann-Axthelm